# 1049 Gotho
1049 Gotho là một tiểu hành tinh vành đai chính. Nó được phát hiện bởi Karl Wilhelm Reinmuth ngày 14 tháng 9 năm 1925. Tên ban đầu của nó là 1925 RB. Những thông tin về tên của no hiện nay chưa rõ ràng. Nó là một trong những tiểu hành tinh tối nhất con người từng biết tới.